# 南浮原島
南浮原島（みなみうきばるじま、みなみうきばるしま）は、沖縄諸島の一部をなす与勝諸島の無人島で、沖縄県うるま市に属する。

## 地理
浮原島の南西約1.2キロメートルに位置し、面積0.07平方キロメートル、周囲1.31キロメートル、標高4メートルの無人島である。太平洋上にあり、沖縄諸島の一部をなす与勝諸島の島である。沖縄県うるま市に属し、大字は浜比嘉島東部で構成される「比嘉」に含まれる。2005年（平成17年）4月1日のうるま市成立以前は、勝連町に属していた。
浮原島と共に琉球石灰岩からなる低平な島で、全体にアダンが生育している。津堅島の北東約2キロメートルに、ギノギ岩と呼ばれる岩礁があり、ギノギ岩と南浮原島間の海域は「津堅口」といわれる。

## 歴史
かつて人々は、この島に薪を取るために訪れていたという。1982年（昭和57年）10月25日、沖縄振興特別措置法に基づく「指定離島」から解除された。浮原島・南浮原島の両島は小型船が航行する際の目印となっている。